# Eleni Daniilidou
Eleni Daniilidou (født 19. september 1982 i Chania, Kreta) er en kvindelig tennisspiller fra Grækenland. Eleni Daniilidou startede sin karriere i 1996.
12. maj 2003 opnåede Eleni Daniilidou sin højeste WTA single rangering på verdensranglisten som nummer 14.

## Titler
- ATP Auckland Open (ASB Classic): 2003 og 2004

## Ekstern henvisning
- Wikimedia Commons har flere filer relateret til Eleni Daniilidou
- Eleni Daniilidous profil på Olympics.com (engelsk)
- Eleni Daniilidous profil på Sports-Reference OL-resultater (arkiveret) (engelsk)
- Eleni Daniilidous profil på Olympedia (engelsk)
- Eleni Daniilidous profil hos WTA Tennis (engelsk)
- Eleni Daniilidous profil hos ITF Tennis (engelsk)
- Eleni Daniilidous profil hos Fed Cup (engelsk)
- Eleni Daniilidous profil hos ITF Tennis (engelsk)